# Ministrombus
Genre
Ministrombus est un genre de mollusques gastéropodes de la famille des Strombidae.

## Liste d'espèces
Selon World Register of Marine Species (12 décembre 2020) :
- Ministrombus athenius (Duclos, 1844)
- Ministrombus minimus (Linnaeus, 1771)
- Ministrombus variabilis (Swainson, 1820)